# Соловеј (песма)
„Соловеј" (укр. Соловей, прев. Славуј) јесте песма украјинског електро-фолк бенда Go A. Требало је да представља Украјину на Песми Евровизије 2020. у Ротердаму пре него што је такмичење отказано због пандемије ковида 19. То би била прва песма представник Украјине на Евровизији која је отпевана у потпуности на украјинском језику.
Осамнаестог марта 2020. је најављено да, услед пандемије коронавируса, Песма Евровизије 2020. неће бити одржана. Национални емитери су навели да се наредне године у Украјини неће одржати национална селекција и да ће Go_A бити дозвољено да поново буде украјински кандидат за Евровизију 2021. Према правилима такмичења, Go_A је морала да сними нову песму за такмичење 2021, што су урадили са песмом „Шум”.